# Unterbözberg
Unterbözberg (toponimo tedesco) è una frazione di 742 abitanti del comune svizzero di Bözberg, nel Canton Argovia (distretto di Brugg).

## Storia

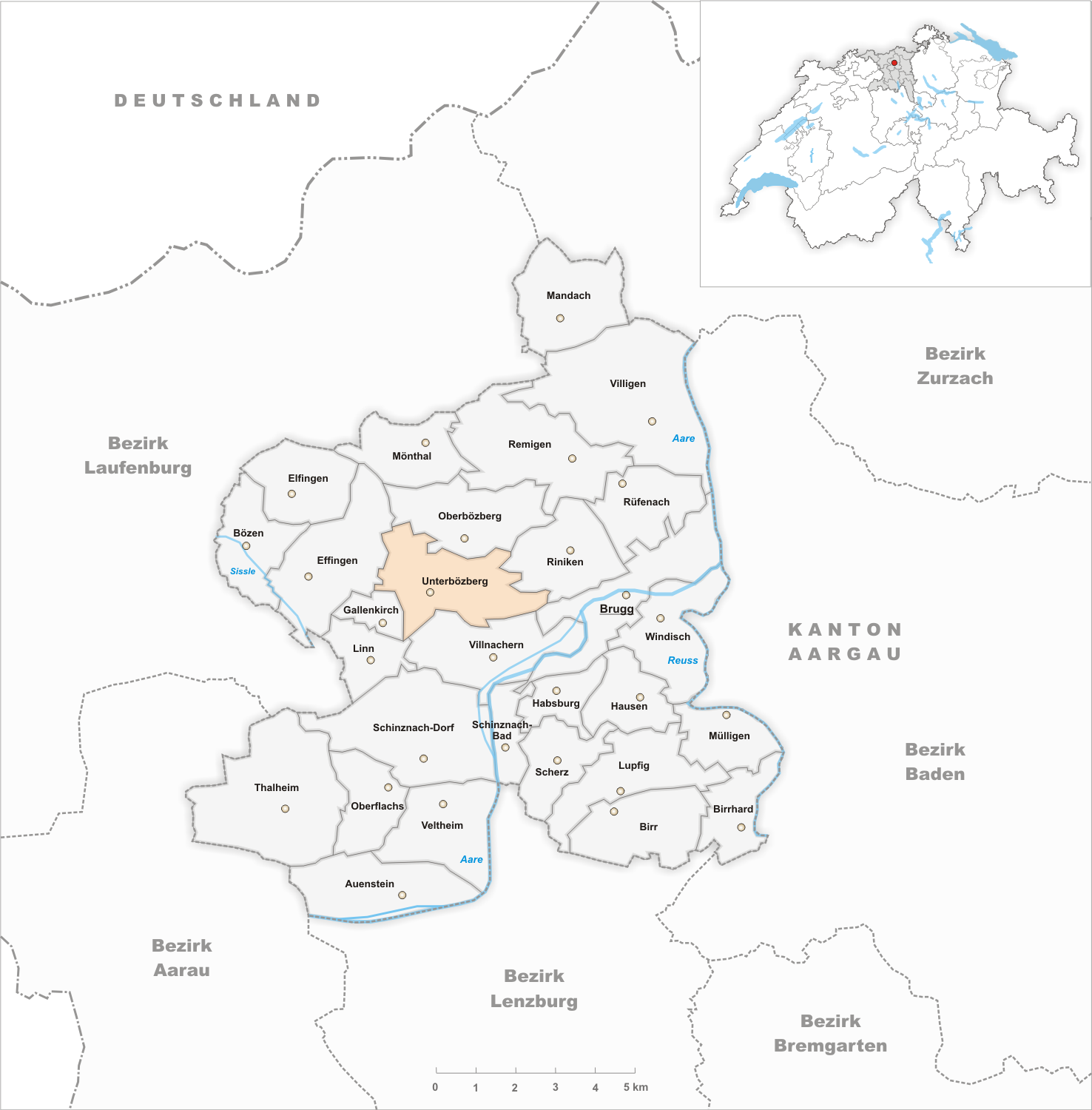
Il territorio del comune di Unterbözberg prima degli accorpamenti comunali del 2013

Già comune autonomo istituito nel 1873 con la divisione del comune di Bözberg nei nuovi comuni di Oberbözberg e Unterbözberg e che comprendeva anche le frazioni di Alt-Stalden, Egenwil, Hafen, Kirchbözberg, Neu-Stalden e Ursprung, il 1º gennaio 2013 è stato aggregato agli altri comuni soppressi di Gallenkirch, Linn e Oberbözberg per ricostituire il comune di Bözberg.

## Monumenti e luoghi d'interesse

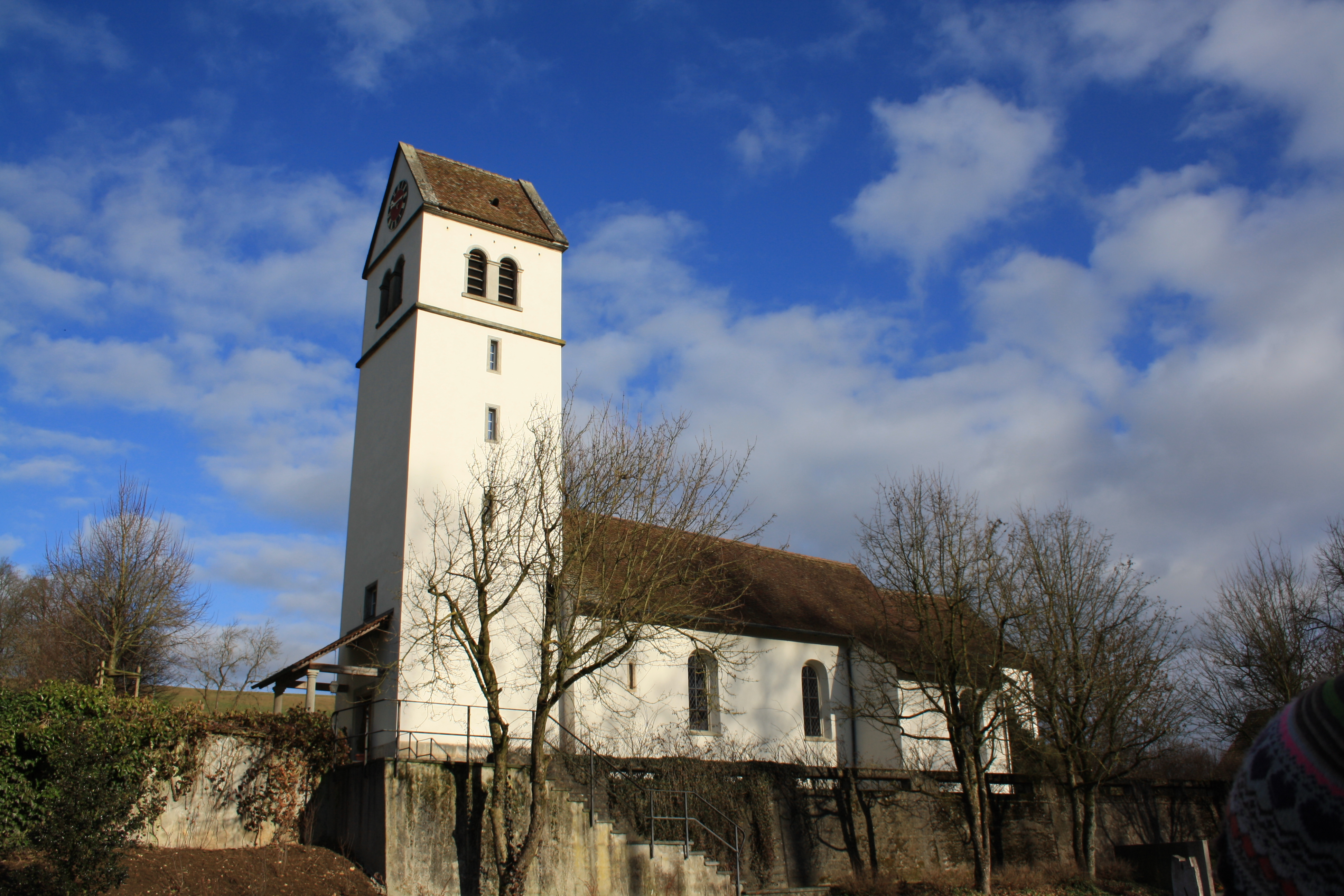
La chiesa riformata

- Chiesa riformata (già di San Michele) in località Kirchbözberg, eretta nel XI-XII secolo[1].

## Società

### Evoluzione demografica
L'evoluzione demografica è riportata nella seguente tabella:
Abitanti censiti

## Amministrazione
Ogni famiglia originaria del luogo fa parte del cosiddetto comune patriziale e ha la responsabilità della manutenzione di ogni bene ricadente all'interno dei confini del comune.